# Teorema de Carnot

Máquina de Carnot: Um pistão realiza trabalho para o exterior conforme o gás no seu interior expande isotermicamente.

O Teorema de Carnot, enunciado em 1824 por Sadi Carnot em seu artigo Sur la puissance motrice do feu (Sobre a potência motriz do fogo), é um teorema que impõe um limite à eficiência de uma máquina térmica ideal, na qual não existe o efeito de atrito entre peças constituintes nem emissão de energia na forma de som, entre outros. A prova do teorema leva às seguintes conclusões:
- Não existe uma máquina térmica com rendimento superior ao de uma máquina de Carnot e esse rendimento máximo é dado por:

- Qualquer máquina de Carnot operando entre um mesmo par de temperaturas Tc e Th possui a mesma eficiência, independentemente do gás ou material empregado na construção da máquina.

## Rendimento máximo

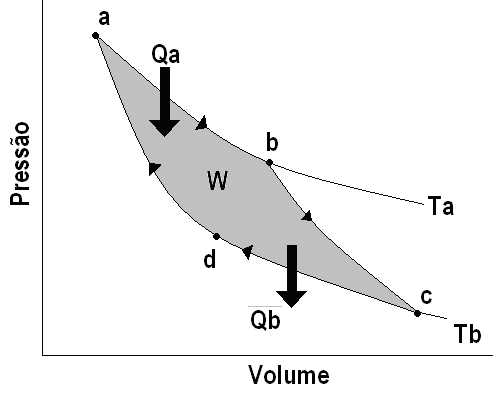
Diagrama PV de um ciclo de Carnot. Qa corresponde ao Qh, cedido à máquina, e Qb é Qc, o calor recusado pela máquina.

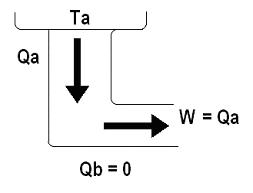
A máquina térmica perfeita não existe como consequência do teorema: não pode haver uma eficiência superior à do ciclo de Carnot; a conversão integral de calor em trabalho é impossível.

O rendimento de uma máquina térmica qualquer é uma quantidade adimensional entre 0 e 1, que relaciona o trabalho realizado pela máquina ao calor que ela recebeu da fonte quente.
Uma máquina de Carnot realiza um ciclo de 4 etapas :
1. Uma expansão isotérmica sob a temperatura Th;
2. Uma expansão adiabática de Th a Tc;
3. Uma compressão isotérmica sob a temperatura Tc;
4. Uma compressão adiabática de Tc de volta a Th, fechando o ciclo.

Como duas etapas são adiabáticas, só há troca de calor nas etapas isotérmicas. Especificamente, a etapa (1) é a etapa na qual a máquina recebe calor. O calor recebido pela máquina ao longo de uma isoterma é dado por:
Onde n é a quantidade de partículas do gás usado, R é a constante universal dos gases ideais, Vb e Va são os volumes final e inicial da etapa (1), respectivamente.
Analogamente, o calor cedido ao reservatório frio é dado pela expressão:
Vc e Vd são, respectivamente, o volume inicial e final da compressão em (3). Aplicando-se as equações da transformação adiabática (TbVbγ-1=TcVcγ-1 e TaVaγ-1=TdVdγ-1), é possível concluir que os quatro volumes envolvidos se encontram na seguinte proporção:
Pela primeira lei da termodinâmica:
Para um ciclo termodinâmico fechado, não há variação de energia interna e a expressão se torna:
O desempenho de uma máquina de Carnot é função somente da temperatura de cada reservatório, o que indica que a eficiência de uma máquina de Carnot não depende do gás ou da substância empregada na sua construção.

## Prova

Uma situação termodinâmicamente impossível se X for mais eficiente do que uma máquina de Carnot.

Embora a prova original não tenha sido dada analiticamente na sua publicação, é mais conveniente dá-la fazendo uso da estrutura termodinâmica atual, da qual Carnot não dispunha. Assim sendo, a prova de que o rendimento de Carnot é o maior possível pode ser dada através de uma contradição. Supondo que existe uma máquina térmica X tal que
{\displaystyle \eta _{x}>\eta _{carnot}}
Se a máquina X é mais eficiente do que a máquina de Carnot, é possível associá-la a uma máquina de Carnot de modo a violar a segunda lei da termodinâmica, por exemplo, como na figura. A máquina composta pela associação do refrigerador de Carnot e X não recebe trabalho externo, já que o trabalho realizado por X alimenta o refrigerador.
{\displaystyle \eta _{x}>\eta _{carnot}}
{\displaystyle {\frac {W}{Q_{hx}}}>{\frac {W}{Q_{hc}}}}
{\displaystyle Q_{hc}>Q_{hx}}
A partir disso, é possível ver que a fonte quente Th recebe calor de uma fonte fria, o que entra em conflito com a segunda lei da termodinâmica na formulação de Clausius, segundo a qual é impossível transferir calor de um reservatório frio a um reservatório quente sem realizar trabalho externo sobre o sistema. Essa dedução funciona pois segue do pressuposto de que X é irreversível: se uma máquina térmica é irreversível, sua eficiência não é maior do que a eficiência de Carnot.
Entretanto, se a máquina X for reversível, ela pode ser "invertida" de modo a funcionar como um refrigerador. Ao usar a máquina X associada a uma máquina térmica de Carnot (de modo que esta alimente aquela), conclui-se que a eficiência de Carnot não pode ser maior do que o rendimento de X. Se, novamente, X  for usada como máquina térmica para alimentar um refrigerador de Carnot, a conclusão é novamente de que X não é mais eficiente que Carnot. Se o rendimento de X não pode ser nem menor e nem maior do que o rendimento de Carnot, se torna evidente de que o rendimento de X necessariamente é igual ao de Carnot. A partir das constatações, é possível enunciar uma versão generalizada do Teorema de Carnot :
"Se for tomado um conjunto de máquinas térmicas operando entre um mesmo par de temperaturas, as máquinas térmicas reversíveis têm todas a mesma eficiência                            ({\displaystyle \eta _{carnot}}) e as máquinas irreversíveis têm uma eficiência que não pode superá-la."